# Asif Ali Zardari
Asif Ali Zardari (Urdu: آصف علی زرداری, Sindhi: آصف علي زرداري) (Karachi, 26 juli 1955) is een Pakistaans politicus. Sinds 10 maart 2024 is hij de president van Pakistan, een functie die hij eerder al bekleedde tussen 2008 en 2013. Hij is weduwnaar van voormalig premier Benazir Bhutto en momenteel, samen met zijn zoon Bilawal Bhutto Zardari, partijleider van de Pakistan Peoples Party (PPP).

## Politieke loopbaan
Zardari trouwde in 1987 met Benazir Bhutto, die een jaar later premier van Pakistan zou worden. Officieel had Zardari geen rol in haar regering, maar toen deze in 1990 ten val kwam wegens corruptieschandalen, kwam zijn betrokkenheid hierbij aan het licht. Terwijl hij eind 1990 werd verkozen in het Pakistaanse parlement, werd Zardari naar de gevangenis gestuurd, waar hij tot 1993 zou blijven. Toen zijn vrouw in oktober 1993 opnieuw premier werd, liet men de verdenkingen tegen hem vallen en werd hij minister van Milieu. Het tweede kabinet van Bhutto regeerde tot 1996. Hierna was Zardari senator, totdat Pervez Musharraf in 1999 de Senaat ontbond.
Zardari bleef een controversieel figuur. In 1996 werd hij verdacht van betrokkenheid bij de moord op zijn zwager Murtaza Bhutto, maar deze zaak kon niet opgelost worden. Tussen 1997 en 2004 zat hij vast op diverse verdenkingen, waaronder moord en corruptie, maar hij werd uiteindelijk door de rechter onschuldig bevonden. Later, in 2004, werd hij alsnog veroordeeld wegens meineed in een moordzaak. Korte tijd later kwam bewijsmateriaal aan het licht waaruit bleek dat de rechter door de medewerkers van premier Nawaz Sharif onder druk was gezet om tot een veroordeling te komen. Verdenkingen dat hij zijn rijkdom door corruptie en andere onoorbare praktijken heeft vergaard, zijn blijven bestaan.
Na een ballingschap in Dubai en Londen keerde Zardari met zijn vrouw terug in Pakistan op 18 oktober 2007 om mee te doen aan de parlementsverkiezingen van begin 2008. Nadat Bhutto op 27 december vermoord werd, werd haar rol als partijleider van de PPP gedeeld door Zardari en zijn zoon Bilawal Bhutto Zardari. De PPP en de PML-N van Nawaz Sharif wonnen de verkiezingen, en besloten tot het vormen van een coalitieregering.

### Presidentschap (2008–2013)
Op 6 september 2008 werd Zardari bij de presidentsverkiezingen door een meerderheid van de parlementariërs en afgevaardigden van de vier provincies tot president verkozen. Op 9 september van dat jaar werd hij geïnstalleerd als de 11de president van Pakistan. Als president zocht hij toenadering tot India, maar de aanslagen in Bombay van november 2008 (waarbij 174 doden vielen) gooiden roet in het eten. De daders kwamen uit Pakistan. De president veroordeelde de aanval wel en noemde de daders "lafaards". Later zocht Zardari opnieuw toenadering tot India. In 2012 werd premier Yousaf Raza Gilani door het Hooggerechtshof uit zijn functie gezet, omdat hij weigerde oude corruptieonderzoeken naar Zardari te heropenen.
Het parlement van Pakistan nam in 2010 een amendement op de grondwet aan waardoor het voor de president niet meer mogelijk was om het parlement zomaar te ontbinden. Dat was het belangrijkste politieke wapen van de president tot dan toe. Tot dan toe mocht een premier maximaal twee termijnen aanblijven. Die beperking werd nu opgeheven, waardoor Nawaz Sharif, Zardari's belangrijkste politieke rivaal in aanmerking kwam voor een derde termijn.
Pakistan zocht onder Zardari meer toenadering tot het Westen, maar tegelijkertijd bleef het botsen. Amerikaanse droneaanvallen op Pakistaanse bodem zorgden voor veel onrust. Op 2 mei 2011 verloor Osama Bin Laden het leven door een Amerikaanse operatie in de Pakistaanse stad Abbottabad. Veel Amerikanen verdachten Pakistan ervan dat zij op de hoogte waren geweest van diens verblijfplaats, maar Zardari bezwoer in een opinieartikel in de Washington Post dat daar geen sprake van was.
Zardari's partij verloor veel zetels bij de parlementsverkiezingen in mei 2013. Hij kondigde daarop aan zich niet meer verkiesbaar te stellen. Op 8 september 2013 werd hij opgevolgd door Mamnoon Hussain.

### Presidentschap (sinds 2024)
Na de parlementsverkiezingen van 2018 werd Zardari opnieuw parlementslid. In juni 2019 werd hij echter weer opgepakt op verdenking van witwaspraktijken. Na de presidentsverkiezingen van 2024 werd door de Pakistan Peoples Party en de Pakistan Muslim League (N) een overeenkomst gesloten en op 10 maart 2024 keerde Zardari na 10,5 jaar terug als president. Shehbaz Sharif werd premier.
Iskandar Mirza · Mohammed Ayub Khan · Yahya Khan · Zulfikar Ali Bhutto · Fazal Ilahi Chaudhry · Mohammed Zia-ul-Haq · Ghulam Ishaq Khan ·
Wasim Sajjad · Farooq Leghari · Wasim Sajjad · Mohammed Rafiq Tarar · Pervez Musharraf · Mohammed Mian Soomro · Asif Ali Zardari · Mamnoon Hussain · Arif Alvi ·
Asif Ali Zardari